# قضاء القنفذة
قضاء القنفذة أحد أقضية لواء عسير التابع لولاية اليمن في العهد العثماني، حيث قسمت ما كانت تحكمه من ولاية اليمن إلى أربعة ألوية رئيسية، ويندرج تحته عدد من الأقضية، ويشمل كل قضاء عدة مخاليف أو النواحي.